# روکیتنو
روکیتنو (به چکی: Rokytno) یک منطقهٔ مسکونی در جمهوری چک است که در ناحیه پاردوبیتسه واقع شده‌است. روکیتنو ۷۷۰ نفر جمعیت دارد.